# Sara Gadimova
Sara Gædimova (en azerí: Сара Гәдимова/Sara Qədimova) fue cantante de mugam y de música tradicional de Azerbaiyán, Artista del Pueblo de la RSS de Azerbaiyán (1965).

## Biografía
Sara Gadimova nació el 31 de mayo de 1922 en Bakú. En 1941 comenzó su carrera como solista de la Filarmónica Estatal de Azerbaiyán. Huseyngulu Sarabski, Khan Shushinski y Seyid Shushinski desempeñaron un papel importante en la creatividad del cantante.Sara Gadimova también interpretó en el Teatro de Ópera y Ballet Académico Estatal de Azerbaiyán.
Sara Gadimova murió el 12 de mayo de 2005 en Bakú y fue enterrada en el Callejón de Honor.

## Actividades

### En teatro
- Leyli – ópera “Leyli y Mejnun”
- Asli – ópera “Asli y Kerem”
- Shahsanem – ópera “Ashiq Qerib”

### Filmografía
- 2003 – “Sara Gadimova”

## Premios y títulos
- Artista de Honor de la RSS de Azerbaiyán (1954)
- Artista del Pueblo de la RSS de Azerbaiyán (1965)
- Orden de la Insignia de Honor
- Orden Shohrat
- Orden Sharaf